# Muyesser Abdul’ehed
Muyesser Abdul'ehed (nascida em c. 1985, em Ghulja, na China) é uma poetisa, professora e ativista uigur. Ela denunciou publicamente os campos de trabalhos forçados de civis de etnia uigure pelas autoridades chinesas. Morando na Turquia, desde 2013, ela trabalha como professora da língua uigur para as crianças em diáspora.

## Biografia
Muyesser Abdul'ehed nasceu em Ghulja, cidade localizada no norte de Xinjiang (atual China), em meados da década de 1980. Muyesser estudou Medicina na Universidade de Pequim, na China, e, posteriormente, fez mestrado em saúde pública em uma Universidade da Malásia. Enquanto estudante universitária, ela começou a escrever poesia em língua uigur e, durante a pós-graduação, decidiu seguir a carreira de escritora.[carece de fontes?]
Em 2013, Muyesser Abdul'ehed instalou-se na Turquia, onde criou a organização Ayhan Education, com o objetivo de ensinar a língua uigur entre as comunidades em diáspora. Ela também criou uma revista em língua uigur escrita por crianças chamada Trevo-de-quatro-folhas. Em 2020, por causa da pandemia de COVID-19, ela teve de adaptar as aulas de uigur para o formato virtual.
Em 2020, ela mudou-se para Istambul. Por ter denunciado publicamente a existência de campos de trabalhos forçados, ela está sem contato com sua família desde 2017. Ela crê que seu primo, Erpat Ablekrem, um jogador de futebol profissional, foi enviado para o campo por ter tido contato com ela.[carece de fontes?]

## Obra
Como escritora, a sua obra poética e o seu romance tratam a experiência dos uigures nos campos de trabalhos forçados. A Kheyr-khosh, quyash (Saudação ao Sol) também trata como os campos de trabalhos forçados afetam o dia a dia das mulheres.
- Kheyr-khosh, quyash (2020)[3]
- Missing you is painful (2012)[10]

## Reconhecimento
Em 2020 foi uma das 100 Mulheres que apareceram à lista da BBC, anunciada em 23 de Novembro de 2020.